# Korzyścienko
Korzyścienko [kɔʐɨɕˈt͡ɕenkɔ] (tiếng Đức: Neu Werder) là một khu định cư ở khu hành chính của Gmina Kołobrzeg, thuộc hạt Kołobrzeg, West Pomeranian Voivodeship, ở phía tây bắc Ba Lan. Nó nằm khoảng 4 kilômét (2 mi) về phía tây của Kołobrzeg và 103 km (64 mi) về phía đông bắc của thủ đô khu vực Szczecin.
Trước năm 1945, khu vực này là một phần của Đức. Đối với lịch sử của khu vực, xem Lịch sử của Pomerania.